# 新波季爾利亞
46°58′23″N 31°28′43″E / 46.97306°N 31.47861°E
新波季爾利亞（烏克蘭語：Новоподілля），是烏克蘭南部的村莊，隸屬尼古拉耶夫州的尼古拉耶夫區。該村面積0.45平方公里，海拔高度46米，2001年人口117，人口密度每平方公里260人。